# Era do zettabyte
A era do zettabyte ou zona zettabyte é um período da história da ciência humana e da computação que começou em meados da década de 2010. A data de início precisa depende se é definida como quando o tráfego IP global excedeu um zettabyte pela primeira vez, o que aconteceu em 2016, ou quando a quantidade de dados digitais no mundo excedeu um zettabyte pela primeira vez, o que aconteceu em 2012. Um zettabyte é um múltiplo do byte unitário que mede o armazenamento digital, e é equivalente a 1.000.000.000.000.000.000.000 (1021) bytes.
De acordo com a Cisco Systems, um conglomerado de tecnologia multinacional americano, o tráfego IP global atingiu cerca de 1,2 zettabytes (uma média de 96 exabytes (EB) por mês) em 2016. Tráfego IP global refere-se a todos os dados digitais que passam por uma rede IP que inclui, mas não está limitado a, a Internet pública. O maior fator que contribui para o crescimento do tráfego IP vem do tráfego de vídeo (incluindo serviços de streaming online como Netflix e YouTube).
A era do zettabyte também pode ser entendida como uma era de crescimento de todas as formas de dados digitais existentes no mundo, incluindo a Internet pública, mas também todas as outras formas de dados digitais, como dados armazenados de câmeras de segurança ou dados de voz de chamadas telefônicas. Levando em consideração esta segunda definição da era do zettabyte, estimou-se que em 2012 existiam mais de um zettabyte de dados no mundo e que até 2020 haveria mais de quarenta zettabytes de dados no mundo em geral.
A era do zettabyte se traduz em dificuldades para os data centers acompanharem a explosão de consumo, criação e replicação de dados. Em 2015, 2% da energia global total foi consumida pela Internet e todos os seus componentes, portanto, a eficiência energética em relação aos data centers tornou-se um problema central na era zettabyte.
A IDC prevê que a quantidade de dados gerados a cada ano crescerá para 103 zettabytes até 2023 e 175 zettabytes até 2025. Ela estima ainda que um total de 22 zettabytes de armazenamento digital será distribuído em todos os tipos de armazenamento de mídia entre 2018 e 2025, com quase 59% dessa capacidade sendo fornecida pela indústria de discos rígidos.

## Ozettabyte
Um zettabyte é uma unidade de medida digital. Um zettabyte é igual a um sextilhão de bytes ou 1021 (1.000.000.000.000.000.000.000) bytes, ou, um zettabyte é igual a um trilhão de gigabytes. Para colocar isso em perspectiva, considere que "se cada terabyte em um zettabyte fosse um quilômetro, seria equivalente a 1.300 viagens de ida e volta à lua (768.800 quilômetros)". Como disse o ex-CEO da Google, Eric Schmidt, desde o início da humanidade até o ano de 2003, cerca de cinco exabytes de informação foram criados, que corresponde a 0,5% de um zettabyte. Em 2013, essa quantidade de informação (5 exabytes) levou apenas dois dias para ser criada, e esse ritmo está crescendo continuamente.